# Polémique sur la liberté académique à l'Université d'Ottawa
La polémique sur la liberté académique à l'Université d'Ottawa, parfois désignée dans les médias québécois comme l'affaire Verushka Lieutenant-Duval, a été déclenchée en 2020, après qu'une professeure de l'Université d'Ottawa a mentionné le mot nigger (de façon métalinguistique) lors d'un cours.

## Les faits
La professeure, nommée Verushka Lieutenant-Duval, cherchait à expliquer comment les communautés peuvent se réapproprier des termes à l'origine insultants. Des étudiants s'indignent  qu'une enseignante blanche puisse prononcer ce mot, même métalinguistiquement, et l'une de ses élèves divulgue ses coordonnées personnelles sur Twitter. Le 2 octobre 2020, Charley Dutil et Paige Holland, du Fulcrum (le journal anglophone indépendant de l'Université d'Ottawa), publient le premier article sur la controverse. Peu après, victime d'une vague d'insultes, l'enseignante est suspendue durant trois semaines pour avoir prononcé le mot tabou.
Les étudiants qui avaient porté plainte contre elle dans une première pétition ont d'abord obtenu l'appui du recteur et vice-chancelier, Jacques Frémont,.
Après la révélation de l'affaire dans les médias, une trentaine de professeurs de l'Université d'Ottawa la soutiennent dans une lettre, suivie d'une seconde signée par 579 professeurs et enseignants canadiens, qui dénoncent une attaque contre la liberté d'enseignement. Dans un premier temps, les collègues francophones de Lieutenant-Duval l'ont massivement appuyée, lançant une deuxième pétition, que ses collègues anglophones ont refusé, pour leur part, de signer,. Une contre-pétition condamne la professeure et ceux qui l'ont appuyée ; cette troisième pétition est signée en majorité par des professeurs anglophones.
Lieutenant-Duval cherche ensuite à rectifier les faits, en racontant sa version du déroulement de l'événement en classe dans les médias.

## Réactions distinctes au Québec et au Canada hors Québec
Les réactions aux évènements auraient mis en évidence une ligne de fracture entre les francophones et les anglophones du Canada, ou bien entre le Québec et le Canada hors Québec, en adéquation avec la thèse des deux solitudes.
Ainsi, Justin Trudeau et d'autres membres du gouvernement du Canada réagissent essentiellement en dénonçant le racisme,, sans évoquer la moindre menace de la liberté d'expression,,. À l'inverse, le Bloc québécois réagit en soulignant l'importance de la liberté pédagogique. De même, des membres de l'Assemblée nationale du Québec se prononcent explicitement contre ce qu'ils considèrent relever de la dérive et de la censure irrationnelle,.
Dans les médias canadiens anglophones, l'opinion selon laquelle la prononciation d'un mot tabou en classe met en danger des universitaires semble prédominer. Au Québec, l'opinion contraire prédomine dans les médias. De nombreux éditorialistes et chroniqueurs prennent donc fermement la défense de la professeure et dénoncent ce qu'ils jugent être une dérive,,.
Des considérations d'ordre linguistique semblent aussi être entrées en jeu. André Pratte, ancien sénateur du Canada et éditorialiste, souligne que le plus condamnable des deux mots tabous de la langue anglaise n'a pas d'équivalent en français. Les positions de l'écrivain et académicien noir Dany Laferrière, francophone originaire d'Haïti qui réside principalement à Montréal, ont un écho particulier au Québec. Il intervient sur le mot nègre en littérature, au micro de Franco Nuovo, à Radio-Canada et écrit Une révolution invisible , un texte qu'il lit en ondes et qui sera publié dans les journaux,, ainsi que sur le site Internet de l'Académie française :

« S’agissant de la littérature, on n’a aucune idée du nombre de fois qu’il a été employé. Si quelqu’un veut faire une recherche sur les traces et les significations différentes du mot dans sa bibliothèque personnelle, il sera impressionné par le nombre de sens que ce mot a pris dans l’histoire de la littérature. Et il comprendra l’énorme trou que sa disparition engendrera dans la littérature. (…) La disparition du mot Nègre entraînera un pan entier de la bibliothèque universelle. »

— Dany Laferrière, Le poids d'un mot, dans la rubrique « Dire, ne pas dire : le bloc-notes des académiciens »
Un des rares étudiants québécois à avoir assisté au cours et à être intervenu dans les médias affirmera être catastrophé par la réaction de certains de ses anciens collègues canadiens qui, selon lui, voulaient terrasser l'enseignante.
L'évènement portera, en 2021, le gouvernement du Québec à mettre en place la Commission scientifique et technique indépendante sur la reconnaissance de la liberté académique dans le milieu universitaire.
Notons qu'en dépit des distinctions qui semblent distinguer les réactions des majorités canadienne et québécoise, la position dominante au Québec obtient aussi l'appui de certains spécialistes du droit au Canada. Ainsi, sept juristes s'élèvent à l'Université d'Ottawa pour dénoncer le climat toxique qui « fait que l'on puisse harceler, intimider et ostraciser des collègues qui n'ont fait que porter une parole raisonnée et raisonnable dans la cité »,. La polémique autour de la réponse du recteur continue d'alimenter les prises de positions.

## Aspects juridiques
Selon le professeur de droit Pierre Trudel, l'utilisation du mot « nègre » dans un tel contexte pédagogique n'a rien d'illégal. Il déplore le comportement d'universités qui imposent ou qui imposeraient des sanctions à leurs employés en dehors de toute référence à un cadre légal.
En réaction à cette polémique, le gouvernement québécois adopte par la suite la Loi sur la liberté académique dans le milieu universitaire.

## Rapport Bastarache et suites
Afin d'assainir le débat, en mars 2021, le recteur de l'Université d'Ottawa demande à Michel Bastarache, ancien juge à la Cour suprême du Canada, d'étudier la question. Dans son rapport, remis en novembre 2021, celui-ci note que « rien ne doit justifier dans l’enceinte universitaire la censure institutionnelle ni même l’autocensure » et précise qu'il « n’existe pas un droit à ne pas être offensé en classe. »
Un collectif sous la direction d'Anne Gilbert, Maxime Prévost et Geneviève Tellier publie en 2022 une analyse détaillée de cette affaire : Libertés malmenées, Montréal, Leméac, 2022, 402 p..